# كريستي لورين
كريستي لورين (بالإنجليزية: Kristi Lauren)‏ هي ممثلة أمريكية، ولدت في 19 يناير 1994.

## وصلات خارجية
- كريستي لورين على موقع IMDb (الإنجليزية)
- كريستي لورين على موقع قاعدة بيانات الفيلم (الإنجليزية)